# Noah Beery (attore 1913)
Noah Lindsey Beery, noto anche con lo pseudonimo di Noah Beery junior (New York City, 10 agosto 1913 – Tehachapi, 1º novembre 1994), è stato un attore statunitense.

## Biografia
Caratterista di lungo corso, figlio dell'attore Noah Beery Sr. (anch'egli dalla lunga carriera come attore di supporto), divise la sua carriera alternandosi tra il piccolo e il grande schermo. Il suo ruolo più noto è probabilmente quello di Joseph "Rocky" Rockford, padre del detective Jim (James Garner) nei 120 episodi della serie televisiva Agenzia Rockford (1974-1980), ruolo per il quale fu candidato due volte (1979 e 1980) al Premio Emmy come Migliore attore non protagonista in una serie drammatica.

## Premi e riconoscimenti
- Stella alla Hollywood Walk of Fame: Categoria Star della TV, 7047 Hollywood Blvd[1].

## Filmografia parziale

### Cinema
- The Mutiny of the Elsinore, regia di Edward Sloman (1920)
- Il segno di Zorro (The Mark of Zorro), regia di Fred Niblo (1920)
- Cercatrici d'oro (Gold Diggers of Broadway), regia di Roy Del Ruth (1929)
- Show Girl in Hollywood, regia di Mervyn LeRoy (1930)
- Carcere (The Big House), regia di George W. Hill (1930)
- Eroi senza patria (The Three Musketeers), regia di Colbert Clark e Armand Schaefer (1933)
- Viva Villa!, regia di Jack Conway (1934)
- La traccia infernale (The Trail Beyond), regia di Robert N. Bradbury (1934)
- The Road Back, regia di James Whale (1937)
- Avventurieri dell'aria (Only Angels Have Wings), regia di Howard Hawks (1939)
- Uomini e topi (Of Mice and Men), regia di Lewis Milestone (1939)
- Giuramento di sangue (20 Mule Team), regia di Richard Thorpe (1940)
- The Carson City Kid, regia di Joseph Kane (1940)
- Il sergente York (Sergeant York), regia di Howard Hawks (1941)
- I rinnegati della frontiera (Frontier Badmen), regia di Ford Beebe (1943)
- Corvetta K-225 (Corvette K-225), regia di Richard Rosson (1943)
- Gung Ho! ('Gung Ho!': The Story of Carlson's Makin Island Raiders), regia di Ray Enright (1943)
- I difensori della legge (Under Western Skies), regia di Jean Yarbrough (1945)
- The Cat Creeps, regia di Erle C. Kenton (1946)
- Il fiume rosso (Red River), regia di Howard Hawks (1948)
- Solo contro il mondo (The Doolins of Oklahoma), regia di Gordon Douglas (1949)
- Rocce rosse (Davy Crockett, Indian Scout), regia di Lew Landers (1950)
- L'orda selvaggia (The Savage Horde), regia di Joseph Kane (1950)
- RX-M Destinazione Luna (Rocketship X-M), regia di Kurt Neumann (1950)
- Due bandiere all'ovest (Two Flags West), regia di Robert Wise (1950)
- L'assedio di Fort Point (The Last Outpost), regia di Lewis R. Foster (1951)
- Il sergente Carver (The Texas Rangers), regia di Phil Karlson (1951)
- L'ultimo fuorilegge (The Cimarron Kid), regia di Budd Boetticher (1952)
- Il conquistatore del West (Wagons West), regia di Ford Beebe (1952)
- The Story of Will Rogers, regia di Michael Curtiz (1952)
- Il giustiziere dei tropici (Tropic Zone), regia di Lewis R. Foster (1953)
- Le ali del falco (Wings of the Hawk), regia di Budd Boetticher (1953)
- Il maggiore Brady (War Arrow), regia di George Sherman (1953)
- L'ascia di guerra (The Yellow Tomahawk), regia di Lesley Selander (1954)
- Gli sterminatori della prateria (The Black Dakotas), regia di Ray Nazarro (1954)
- La vergine della valle (White Feather), regia di Robert D. Webb (1955)
- Vento di terre lontane (Jubal), regia di Delmer Daves (1956)
- La pistola sepolta (The Fastest Gun Alive), regia di Russell Rouse (1956)
- Decisione al tramonto (Decision at Sundown), regia di Budd Boetticher (1957)
- Selvaggio west (Escort West), regia di Francis D. Lyon (1958)
- Tuoni sul Timberland (Guns of the Timberland), regia di Robert D. Webb (1960)
- ...e l'uomo creò Satana (Inherit the Wind), regia di Stanley Kramer (1960)
- Le 7 facce del Dr. Lao (7 Faces of Dr. Lao), regia di George Pal (1964)
- Massacro a Phantom Hill (Incident at Phantom Hill), regia di Earl Bellamy (1966)
- 7 volontari dal Texas (Journey to Shiloh), regia di William Hale (1968)
- Il pistolero di Dio (Heaven with a Gun), regia di Lee H. Katzin (1969)
- Lo spavaldo (Little Fauss and Big Halsy), regia di Sidney J. Furie (1970)
- Un duro per la legge (Walking Tall), regia di Phil Karlson (1973)
- La banda di Harry Spikes (The Spikes Gang), regia di Richard Fleischer (1974)
- I giorni roventi del poliziotto Buford (Walking Tall Part II), regia di Earl Bellamy (1975)
- Il più bel Casino del Texas (The Best Little Whorehouse in Texas), regia di Colin Higgins (1982)

### Televisione
- Crossroads – serie TV, episodio 1x16 (1956)
- Corky, il ragazzo del circo (Circus Boy) – serie TV, 49 episodi (1956-1957)
- Climax! – serie TV, episodi 3x22-4x10 (1957)
- Gli uomini della prateria (Rawhide) – serie TV, episodio 1x12 (1959)
- General Electric Theater – serie TV, episodio 8x06 (1959)
- Ricercato vivo o morto (Wanted: Dead or Alive) – serie TV, episodi 3x21-3x26 (1961)
- Avventure in paradiso (Adventures in Paradise) – serie TV, episodio 2x35 (1961)
- The Wide Country – serie TV, episodio 1x02 (1962)
- La legge del Far West (Temple Houston) – serie TV, episodio 1x04 (1963)
- La grande avventura (The Great Adventure) – serie TV, episodi 1x02-1x03 (1963)
- Branded – serie TV, episodio 2x02 (1965)
- Perry Mason – serie TV, episodi 8x17-9x07 (1965)
- Bonanza – serie TV, episodi 6x30-9x21 (1965-1968)
- Hondo – serie TV, 17 episodi (1967)
- Lancer – serie TV, episodio 1x26 (1969)
- Il virginiano (The Virginian) – serie TV, 3 episodi (1966-1970)
- Lassie – serie TV, 2 episodi (1966-1970)
- Ai confini dell'Arizona (The High Chaparral) – serie TV, episodio 3x23 (1970)
- Due onesti fuorilegge (Alias Smith and Jones) – serie TV, 1 episodio (1971)
- Sulle strade della California (Police Story) – serie TV, 1 episodio (1973)
- Le strade di San Francisco (The Streets of San Francisco) – serie TV, episodio 2x21 (1974)
- Agenzia Rockford (The Rockford Files) – serie TV, 120 episodi (1974-1980)
- Ellery Queen – serie TV, episodio 1x17 (1976)
- L'uomo da sei milioni di dollari (The Six Million Dollar Man) – serie TV, 2 episodi (1974-1976)
- La famiglia Bradford (Eight Is Enough) – serie TV, 2 episodi (1979)
- Fantasilandia (Fantasy Island) – serie TV, 1 episodio (1981)
- Magnum, P.I. – serie TV, 1 episodio (1981)
- Yellow Rose (The Yellow Rose) – serie TV, 22 episodi (1983-1984)
- La signora in giallo (Murder, She Wrote) – serie TV, episodio 1x21 (1985)
- Love Boat (The Love Boat) – serie TV, 2 episodi (1980-1986)

## Doppiatori italiani
Nelle versioni in italiano delle opere in cui ha recitato, Noah Beery Jr. è stato doppiato da:
- Gianfranco Bellini in Eroi senza patria, Il sergente York
- Bruno Persa ne Il fiume rosso, Vento di terre lontane
- Stefano Sibaldi in Rocce rosse, Il maggiore Brady
- Carlo Romano ne L'ultimo fuorilegge
- Vinicio Sofia in Due bandiere all'ovest
- Ferruccio Amendola in La pistola sepolta
- Pino Locchi in Decisione al tramonto
- Gualtiero De Angelis in ...e l'uomo creò Satana
- Mario Milita ne Il pistolero di Dio
- Roberto Villa in Un duro per la legge
- Riccardo Garrone in Doc Elliot
- Enzo Liberti in Agenzia Rockford
- Mario Mastria in Ellery Queen
- Arturo Dominici in La famiglia Bradford
- Franco Zucca in La signora in giallo
- Sergio Fiorentini in Le strade di San Francisco